# Boomerang (canción de Nicole Scherzinger)
«Boomerang» es una canción grabada por la cantante estadounidense Nicole Scherzinger, la cual iba a ser el primer sencillo oficial de su segundo disco, pero finalmente fue un sencillo sin álbum. La canción fue lanzada el 8 de marzo de 2013 por Interscope Records. Fue escrita Azengo Jackson, Lee Morgan, Danny Mercer, Anthony Preston y Sandy Wilhelm, bajo la producción de Sandy Vee, Anthony Preston y will.i.am. La canción de estilo electrónico, trata sobre superación personal y adversidades en la vida.
Respecto a la crítica musical, el sencillo obtuvo reseñas variadas, algunas consideraban la canción reflejaba a la perfección la metáfora del "Boomerang" en su letra y su producción, aunque otras decían que quizás no era tan buena, criticando el sonido "común" del sencillo. Un vídeo musical dirigido por Nathalie Canguilhem acompañó la promoción del tema. Fue filmado en Londres (Reino Unido), donde se retrata a Scherzinger mientras baila y realiza acrobacias lo largo del vídeo, además del efecto caleidoscopio que se usa en él.

## Actuaciones en vivo
Para la promoción del sencillo, Scherzinger participó en diferentes entrevistas a radio, televisión y a la prensa escrita. Dentro de lo que es las interpretaciones en directo encontramos varias presentaciones. Scherzinger interpretó por primera vez el tema en el programa británico Let's Dance for Comic Relief. Poco después realizó una presentación en el concierto benéfico "Give It Up For Comic Relief" en el Wembley Arena londinense. También actuó en los programas The Jonathan Ross Show y Daybreak de Inglaterra. Finalmente, fue interpretada por última vez durante un concierto promocional en el club londinense G-A-Y en 2013.

## Posicionamiento
| Escocia     | Scottish Singles Chart | 2 |
| Eslovaquia  | Rádio Top 100          | 9 |
| Irlanda     | Irish Singles Chart    | 9 |
| Hungría     | (Rádiós Top 40         | 4 |
| Reino Unido | UK Singles Chart       | 6 |

## Certificaciones
| País                                                             | Certificación | Ventas |
| ---------------------------------------------------------------- | ------------- | ------ |
| Venezuela (APFV)                                                 | Oro           | 5,000^ |
| ^ cifras de envíos sobre la base de la certificación por sí sola |               |        |